# Punta Dentada
La punta Dentada (en inglés: Jagged Point) es una punta que marca el extremo este de la isla de Bellingshausen, perteneciente al grupo Tule del Sur, en las islas Sandwich del Sur. Esta punta despide algunas rocas hasta casi 900 m al noreste. Debe su nombre a su forma.
En 1997, una expedición británica observó nubes espesas de vapor amarillo y depósitos de azufre en cercanías de la punta.
La isla nunca fue habitada ni ocupada, y como el resto de las Sandwich del Sur se encuentra bajo control del Reino Unido que la hace parte del territorio británico de ultramar de las Islas Georgias del Sur y Sandwich del Sur, y es reclamada por la República Argentina, que la hace parte del departamento Islas del Atlántico Sur dentro de la provincia de Tierra del Fuego, Antártida e Islas del Atlántico Sur.